# Günther Messner
Pour les articles homonymes, voir Messner.
Günther Messner, né le 18 mai 1946 à Bressanone et mort le 29 juin 1970 au Nanga Parbat, Pakistan, est un alpiniste italien, frère cadet de Reinhold Messner.
Il meurt lors d'une expédition conduite par Karl Herrligkoffer au Nanga Parbat, un sommet de plus de huit mille mètres.

## Biographie
À la fin des années 1960, Günther Messner compte parmi les meilleurs alpinistes. Il est le compagnon de cordée de son frère Reinhold avec qui il a gravi quelques-uns des sommets les plus difficiles des Alpes. Malgré cette réputation, Günther Messner n'est pas pressenti pour participer à l'expédition de 1970 au Nanga Parbat. Ce n'est que peu avant le départ qu'il rejoint l'équipe.

## Circonstances de la mort
Les circonstances de la mort de Günther Messner restent obscures et sont l'objet d'une controverse entre Reinhold Messner et les autres membres de l'expédition.
Le 27 juin 1970, au milieu de la nuit, Günther Messner a soudain pris la décision de rattraper son frère Reinhold, parti quelques heures plus tôt du dernier camp vers le sommet. La voie choisie était la paroi Rupal, le plus haut versant à pic du monde, alors invaincu. Mais, selon le récit de son frère, en raison du rythme très soutenu de la progression, Günther Messner a rapidement montré des signes du mal aigu des montagnes et d'épuisement. Ils ont cependant réussi à atteindre ensemble le sommet vers la fin de l'après-midi.
Ce qui s'est passé ensuite est encore aujourd'hui l'objet d'une controverse entre Reinhold Messner et les autres membres de l'expédition. Selon le récit de Reinhold Messner, les deux frères ont été contraints d'établir un bivouac non loin du sommet dans la Brèche Merkl ; en effet une descente nocturne de la paroi Rupal paraissait exclue en raison de l'épuisement de Günther. 
Bien que le jour suivant un contact vocal ait pu être établi avec Felix Kuen et Peter Scholz qui se dirigeaient vers le sommet par la même voie, Reinhold Messner ne parvint pas à obtenir de l'aide et à poursuivre la descente. Reinhold Messner, qui comparativement à son frère était encore en pleine possession de ses moyens, a décidé à ce moment et à ce moment seulement comme il l'a affirmé, d'entreprendre une descente d'urgence par la paroi Diamir, plus facile, afin de ramener rapidement son frère à une altitude plus basse et plus sûre.
Lors de cette descente non prévue de plusieurs jours, les deux alpinistes ont atteint les limites de leurs forces physiques et psychiques. Günther aurait brusquement disparu dans une avalanche vers la fin de la descente le 29 juin 1970.
Après plusieurs jours douloureux de deuil et d'épuisement, Reinhold Messner a réussi à retrouver le chemin de la civilisation.
En juillet 2000, l'alpiniste Hanspeter Eisendle a trouvé un os au pied de la paroi Diamir du Nanga Parbat, vers 4 400 mètres d'altitude ; il s'agissait d'un péroné de jambe droite. Mais l'ADN était trop dégradé pour permettre une identification. Il pouvait s'agir d'un os de l'alpiniste Sigi Löw disparu en  1962 au Nanga Parbat. En effet d'autres indices comme un pantalon vert et une vieille corde d'escalade lui ayant appartenu avaient été trouvés non loin. Une analyse ultérieure à l'Université d'Innsbruck a cependant indiqué qu'il s'agissait très probablement du cadavre de Günther Messner.
Le 17 août 2005 on a appris que des restes humains de Günther Messner ont été trouvés sur le versant du Diamir. Reinhold Messner a identifié les chaussures et la veste de son frère. Ces restes ont été brûlés le 8 septembre 2005 sur un bûcher au pied du Nanga Parbat. C'était un enterrement selon la tradition tibétaine. Les participants ont chanté « Lak yelo, les dieux ont été cléments » et ont jeté du riz en l'air. Le 21 octobre 2005 des scientifiques d'Innsbruck ont réalisé une analyse de l'ADN, établissant qu'il s'agissait bien de Günther Messner. Günther Messner serait alors bien mort sur le versant nord, selon la version de son frère.
En ce qui concerne le comportement impulsif de Günther Messner au matin du 27 juin 1970, qui a indirectement causé sa mort, la déclaration de son camarade de cordée Werner Haim est intéressante : « Après plusieurs semaines de travail intense et d'ascension dans la glace, huit alpinistes ont réussi à traverser la paroi sud du Nanga Parbat. Quatre - Kuen, Scholz, Messner Reinhold et Günther - ont eu la chance d'atteindre le principal sommet voisin. D'après une estimation actuelle, dix membres auraient été en situation d'atteindre le sommet si Günther avait fait passer l'intérêt collectif avant son intérêt personnel. »

### Filmographie
- Nanga Parbat, fiction de Joseph Vilsmaier, Allemagne, 2010. Le film relate l'ascension du Nanga Parbat par Günther et son frère Reinhold et la descente au cours de laquelle il meurt accidentellement. Les rôles de Günther jeune et adulte sont interprétés par Lorenzo Nedis et Andreas Tobias.